# Neolamprologus tretocephalus
Neolamprologus tretocephalus là một loài cá thuộc họ Cichlidae. Nó là loài đặc hữu của hồ Tanganyika, nằm trong lãnh thổ 4 nước – Burundi, Cộng hòa Dân chủ Congo, Tanzania và Zambia.
Loài này có chiều dài tối đa là 15cm. Chúng thích sống ở các vùng nước tương đối nông, khu vực nhiều đá và vùng trung gian với các viên đá rải rác trên cát.